# KStV Askania-Burgundia Berlin
Der katholische Studentenverein Askania-Burgundia zu Berlin ist einer der fünf Gründungsvereine des Kartellverbands katholischer deutscher Studentenvereine (KV). Der Sitz der nichtschlagenden, farbenführenden Studentenverbindung ist Berlin. Askania-Burgundia hat seine Wurzeln in einem katholischen Lesezirkel, der gegründet wurde, um katholischen Studenten einen Anlaufpunkt im protestantischen Berlin zu bieten.

## Prinzipien und Couleur
Die Prinzipien des Vereins sind religio (Religion), scientia (Wissenschaft) und amicitia (Freundschaft). Vereinszweck ist es, begabte katholische Studenten in Berlin und Brandenburg zu fördern und zu Toleranz gegenüber Andersdenkenden zu erziehen.
Der Schutzpatron des Bundes ist der hl. Augustinus. Vom goldenen Kleeblattkreuz auf schwarzem Grund im Wappen des Vereins leiten sich auch die Farben des Vereins – schwarz-gold-schwarz – ab.

## Geschichte

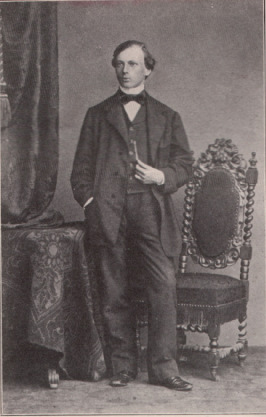
Georg Graf von Hertling als Student

Im Jahr 1853 wurde der Verein als akademischer katholischer Leseverein in Berlin gegründet. Er ging aus einer Gruppe katholischer Studenten, die sich um den Konvertiten und jungen preußischen Legationssekretär Friedrich von Kehler sammelten, hervor, darunter Johann Friedrich Schulte sowie der spätere Professor der Mathematik Elwin Bruno Christoffel.
Schon bald, vor allem auf Grund des Wirkens von Georg von Hertling (der bereits Mitglied der Aenania München war und später Reichskanzler des Deutschen Kaiserreichs wurde), des damaligen Ordners des Vereins, wandelte sich der Leseverein in einen katholischen Studentenverein. Unter seiner Führung schloss der Leseverein 1863 Korrespondenzverhältnisse mit Aenania München und Winfridia Breslau ab. Von 1864 bis 1865 war der Leseverein Mitglied im Würzburger Bund, des ersten umfassenden Zusammenschlusses katholischer Korporationen.
Während des Kulturkampfes entwickelte sich Askania zu einem bedeutenden Treffpunkt katholischer Studenten in Berlin.
Zu Beginn des 20. Jahrhunderts wurde die Askanen-Burgunden-Haus-GmbH gegründet, welche bald zu Versammlungszwecken ein Anwesen in der Englischen Straße nahe der Technischen Universität erwarb. Obwohl im Ersten Weltkrieg unter den Bundesbrüdern über 100 Gefallene zu beklagen waren, erfuhr die Gemeinschaft durch regen Zulauf in den zwanziger Jahren eine neue Blüte.
Die Nationalsozialisten verboten schließlich den Verein, da er als eigenständige katholische Gemeinschaft ein Dorn im Auge der Machthaber war. Im Zweiten Weltkrieg wurde das Anwesen in der Englischen Straße durch Kriegseinwirkung vollständig zerstört. Nach dem Ende des Kriegs kam es schon bald mit Zustimmung der alliierten Besatzungsmacht zur Wiederaufnahme des Vereinslebens. Im Jahr 1959 wurde ein neues Korporationshaus in der Pücklerstraße 24 in Berlin-Dahlem unweit der Freien Universität erworben.

## Korporationshaus
Die ersten eigenen Räumlichkeiten der Askania konnten 1906 angemietet werden. Die Mieträume des Vereinslokals befanden sich in der Motzstraße 8, später in der Steglitzer Straße 26.
Die ersten Anregungen zum Erwerb eines eigenen Korporationshauses gingen von der Burgundia aus. Fünf in Berlin ansässige Askanen- und Burgunder-Philister bildeten am 18. Oktober 1907 die Askanen-Burgunden-Haus-GmbH. Diese konnte am 25. Oktober 1907 das erste Korporationshaus in der Englischen Straße 13 in Berlin-Charlottenburg erwerben. Im Hochparterre waren die Räume der KStV Burgundia, im ersten Stock die der KStV Askania. Im Souterrain war die Wohnung des Faxen untergebracht. Das Haus wurde im Zuge der Bombardierungen Berlins im Zweiten Weltkrieg völlig zerstört.
Die Stuttgarter Aktivitas der Burgundia fand ein erstes Heim auf dem Haus der KAV Rheno-Nicaria im KV zu Stuttgart. Diese Gastfreundschaft wurde seit dem Wintersemester 1947/48 bis zur Anmietung eines eigenen Hauses im Jahr 1961 gewährt. Die personelle Entwicklung der Aktivitas veranlasste den Hausbauverein 1969 zu Aufgabe des Hauses in der Nagelstraße 4. Im Jahr 1973 folgte die Auflösung des Hausbauvereins der Burgundia Stuttgart.

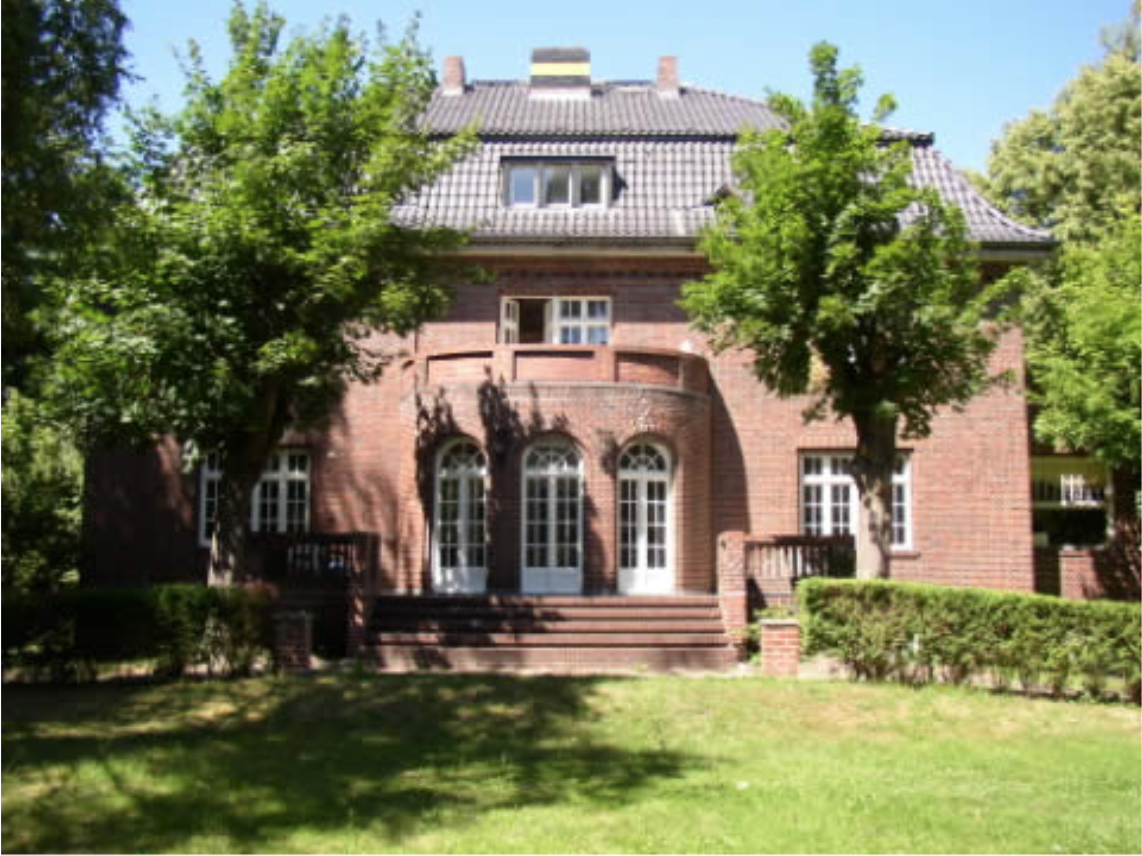
Haus in Dahlem

Nach dem Ende des Zweiten Weltkrieges und der Zerstörung des ersten Korporationshauses konnte am 1. Mai 1952 das KV-Heim am Prager Platz 6 in Berlin-Wilmersdorf eingeweiht werden. Der KStV Askania-Berolina (nach dem 27. Februar 1953 wieder KStV Askania) und der KStV Tannenberg Königsberg nutzten das KV-Heim. Im Jahre 1956 zog das KV-Heim in den Hohenzollerndamm 201. Seit 1957 wurde das KV-Heim von der KStV Askania, der KStV Burgundia und der KStV Tannenberg Königsberg genutzt. Im Dezember 1958 konnte das zweite Korporationshaus in der Pücklerstraße 24 in Berlin-Dahlem erworben werden. Dieses Haus war 1927 für den Direktor der Märkischen Elektrizitätswerke Warrelmann erbaut worden und befindet sich unweit der Freien Universität. Es handelt sich um einen expressionistischen Klinkerbau, der durch das Hochbaubüro der Märkischen Elektrizitätswerke und das Architekturbüro Issel und Klingenberg entworfen wurde. Im Januar 1960 erfolgte der Bezug durch die drei Berliner KV-Vereine. Nach der Vertagung der Tannenberg im Jahre 1969 und der Vertagung der Aktivitas der Burgundia in den 1970er Jahren wurde das Haus von der KStV Askania alleine genutzt.
Seit der Fusion der Askania und der Burgundia zum KStV Askania-Burgundia im Jahre 1981 steht das Korporationshaus in der Pücklerstraße 24 dem einzigen Berliner KV-Verein zur Verfügung.

## Verhältnisse
Der KStV Askania-Burgundia wird aufgrund seiner Struktur zu anderen Vereinen innerhalb des KV zu den Gründungsvereinen gezählt. Freundschaftliche Beziehungen bestehen zu den vier Gründungsvereinen KStV Unitas Breslau (seit 1872, heute KStV Unitas Breslau zu Köln), KStV Arminia Bonn (seit 1864), KStV Germania Münster (seit 1865), KStV Walhalla Würzburg (seit 1865). Das Verhältnis zum KStV Unitas Breslau zu Köln besteht seit 1872 ungebrochen und beruht auf einem älteren Verhältnis von 1864.
Der KStV Askania-Burgundia unterhält Beziehungen zu zwei Tochtervereinen. Durch Teilung des KStV Askania Berlin entstand 1902 der KStV Guestphalia Berlin (heute KStV Guestphalia Berlin zu Frankfurt am Main). Im Jahre 1927 ist durch Teilung des KStV Burgundia Berlin der KStV Rheinpreussen Berlin (heute KStV Abraxas-Rheinpreussen Dresden) entstanden.
Innerhalb des Berliner Ortskartells des KV wurden außerdem bis 1935 freundschaftliche Verhältnisse zum KStV Semnonia Berlin (gestiftet 1911, Tochterverein der KStV Guestphalia Berlin, heute KStV Semnonia Berlin zu Osnabrück) und zwischen 1952 und 1969 zum KStV Tannenberg Königsberg zu Berlin gepflegt.

## Trivia
Das aktuelle Korporationshaus wird aufgrund seines gut erhaltenen historischen Zustandes regelmäßig für Film- und Serienprojekte als Drehort genutzt. Sowohl der Außen- als auch der Innenbereich des Hauses sind unter anderem in den Produktionen Babylon Berlin und Ku’damm 56 zu sehen.